# NGC 3238
NGC 3238 is een lensvormig sterrenstelsel in het sterrenbeeld Grote Beer. Het hemelobject werd op 8 april 1793 ontdekt door de Duits-Britse astronoom William Herschel.

## Synoniemen
- UGC 5649
- MCG 10-15-80
- ZWG 290,41
- PGC 30686